# Cappella di Santa Cristina
La cappella di Santa Cristina è un edificio religioso della bassa Val Varaita situato in comune di Costigliole Saluzzo (CN).

## Storia

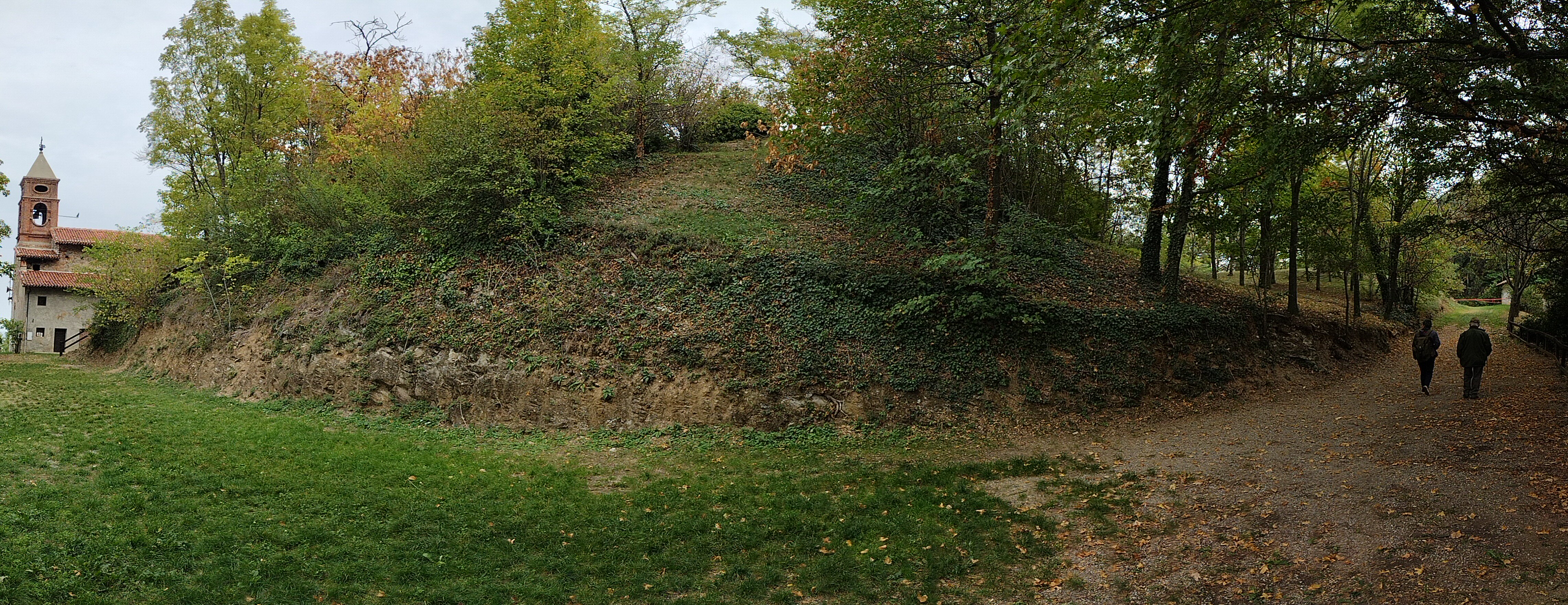
L'altura con i resti delle antiche fortificazioni

La chiesa è di origine medioevale; originariamente costruita in stile romanico, sorge nei pressi di un panoramico rilievo che domina il paese di Costigliole, con resti di fortificazioni e che un tempo probabilmente ospitava una torre difensiva. La zona era presumibilmente la sede del primo insediamento di quello che sarà poi il comune di Costigliole Saluzzo, il cui centro storico è oggi situato più in basso, ai piedi dello sperone montuoso che segna a sud lo sbocco della Val Varaita sulla Pianura Padana. Inizialmente intitolata a "Santa Maria dei Boschi", venne ricostruita in stile barocco. Nel XVIII secolo subì importanti lavori di ammodernamento, con la riparazione del tetto, il rifacimento della pavimentazione, l'acquisto di una nuova campana e il restauro dei dipinti interni. Nel XX secolo fu il campanile ad essere consolidato, e la sua guglia venne rifatta in cemento. Alcuni restauri più recenti si devono all'A.N.A..

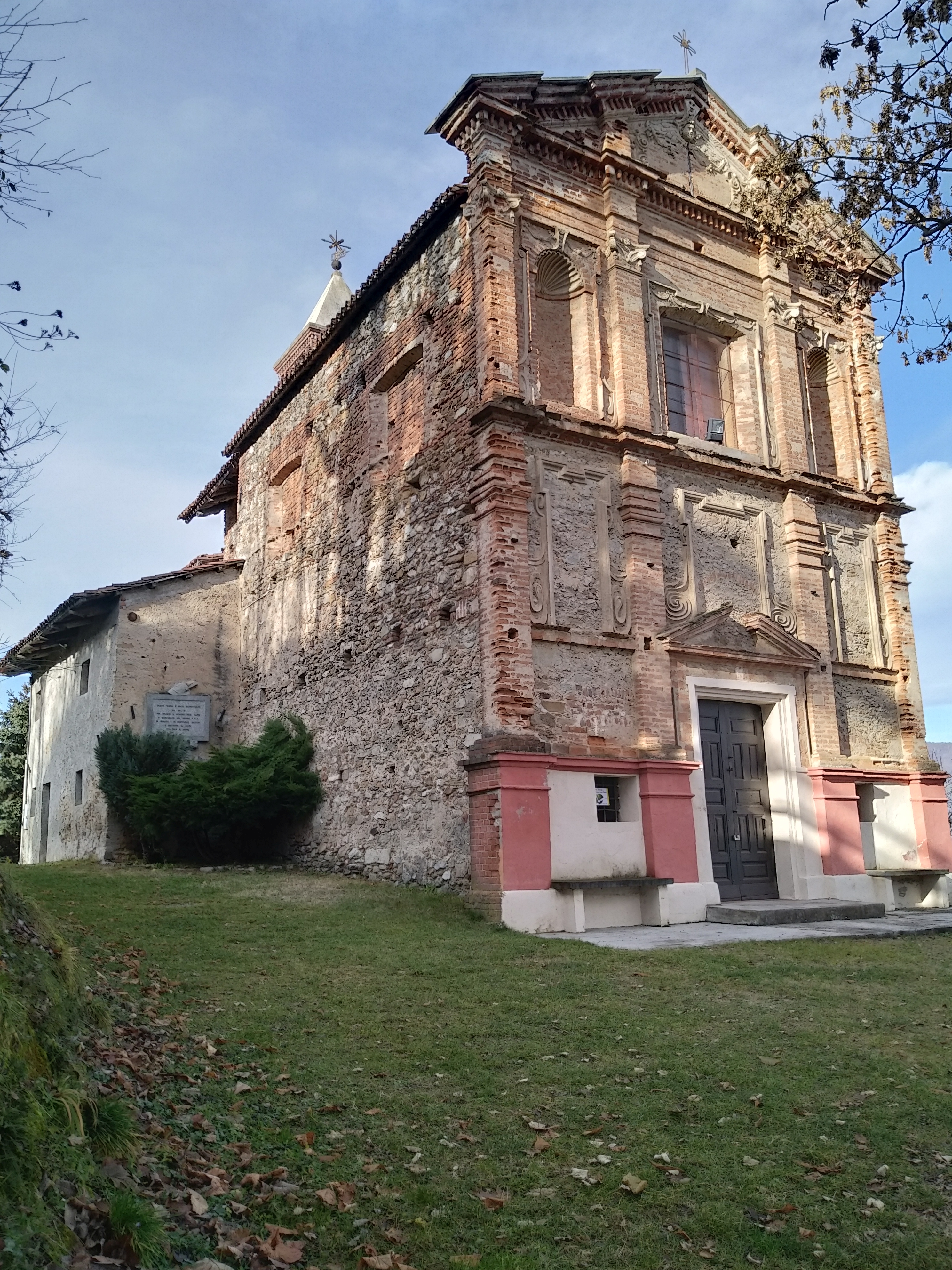
La facciata

L'area antistante la chiesetta, oggi attrezzata come area pic-nic, è diventata con il tempo una meta di scampagnate da parte degli abitanti di Costigliole e dei paesi vicini, e durante l'estate la parrocchia locale, con la collaborazione di alcune associazioni di volontariato, continua a celebrare la tradizionale festa estiva.

## Descrizione

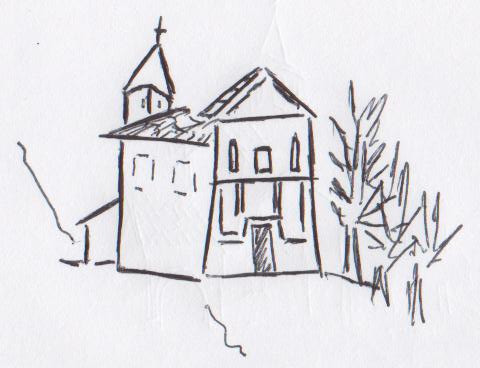
La chiesetta in un disegno del 2013

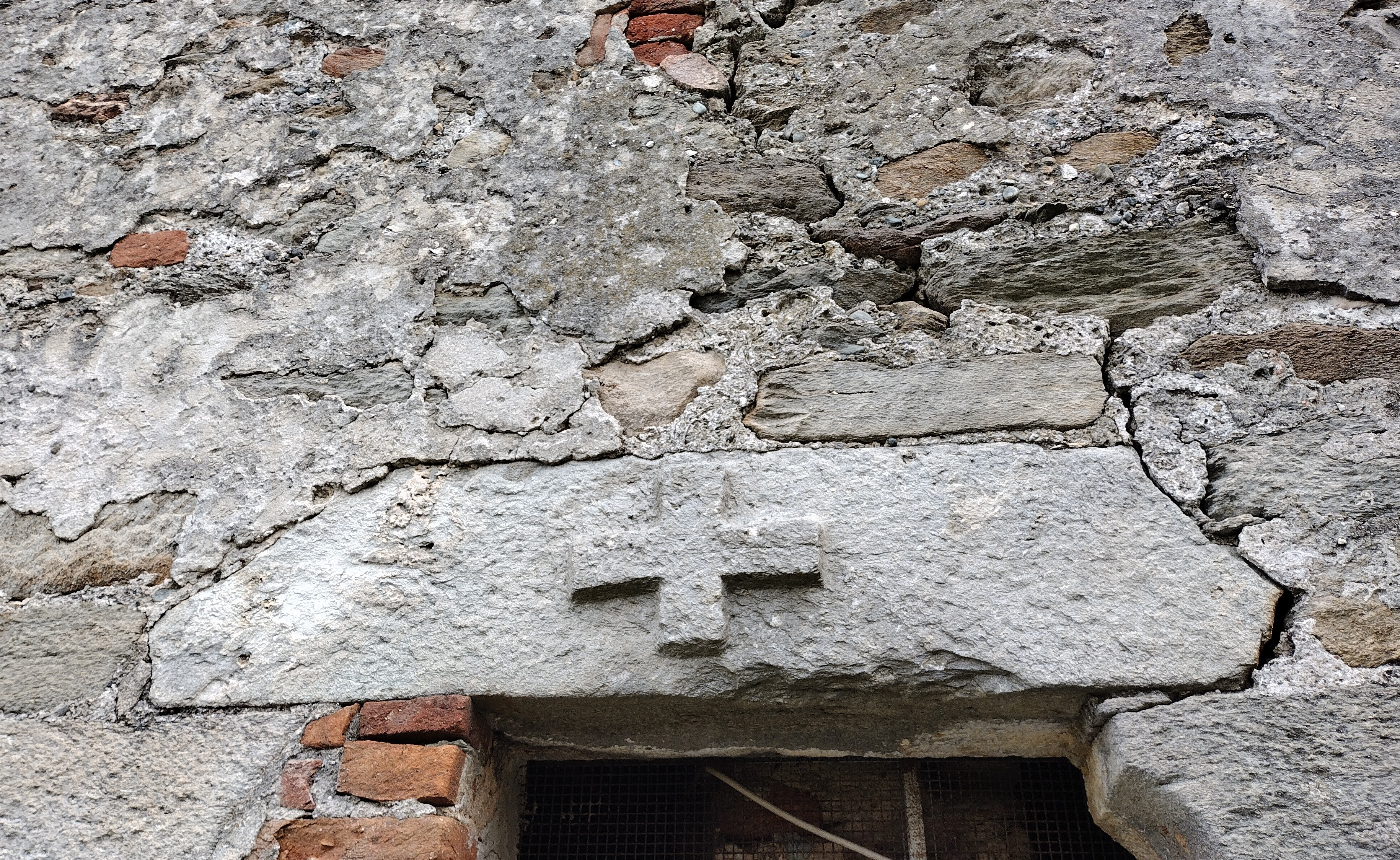
L'architrave romanica

La chiesa è a navata unica, in muratura, e costituisce un corpo unico con un edificio utilizzato come abitazione. L'accesso alla chiesa avviene tramite il portale della facciata est. Quest'ultima, in mattone a vista, è caratterizzata da fasce marcapiano in mattoni e presenta alcune decorazioni in stucco tra le quali la testa di un putto. Ai lati del portale rettangolare si trovano due nicchie. La copertura del tetto è a due falde, in coppi. L'altare è unico, con il presbiterio rialzato di due gradini rispetto all'aula. La parete posteriore dell'abside conserva un portale romanico con un architrave in pietra sul quale è scolpita una croce in rilievo, che viene fatta risalire al IX secolo. Al campanile, posto a destra della chiesa e con copertura a cuspide, si accede dall'interno dell'abside.